# Park Chan-yeol
Park Chan-yeol (hangul: 박찬열; hanja: 朴燦烈; nascido em 27 de novembro de 1992), mais frequentemente creditado apenas como Chanyeol (hangul: 찬열), é um rapper, cantor, compositor, produtor e ator sul-coreano. Foi apresentado como membro do grupo EXO em janeiro de 2012, estreando oficialmente em abril do mesmo ano. Ele iniciou sua carreira como ator em 2015 no filme Salut d'Amour.

## Início da vida
Chanyeol nasceu em 27 de novembro de 1992 em Seul, Coreia do Sul. Após assistir o filme Escola de Rock na escola primária, interessou-se por música e começou a tocar bateria. Durante sua adolescência, estudou na Hyundai Senior High School em Apgujeong-dong. Ele participou da banda de sua escola, Siren. Quando estava no primeiro ano do ensino médio, Chanyeol formou uma banda com seus melhores amigos, Heavy Noise, tendo tocado nela durante três anos. Com dezesseis anos de idade, foi aceito em uma universidade privada de atuação. No mesmo ano, alcançou a segunda posição Smart Model Contest e tornou-se um trainee da S.M. Entertainment. Ainda em 2008, participou do clipe "HaHaHa Song" de seu companheiro de empresa TVXQ. No ano seguinte, atuou na versão japonesa do clipe "Genie" do grupo Girls' Generation. Ele passou a sonhar em ser cantor após escutar a canção Unconditional Kismet do cantautor e produtor musical Yoo Young-jin.

## Carreira

### 2012–2014: Início de carreira
Em 22 de fevereiro de 2012, Chanyeol foi oficialmente introduzido como um dos doze integrantes da formação original do grupo sul-coreano-chinês EXO. O grupo estreou em 8 de abril do mesmo ano com o lançamento do extended play MAMA. Em abril de 2012, ele participou do vídeo musical da canção Twinkle, single de estreia da primeira subunidade do Girls' Generation, Girls' Generation-TTS. Em outubro de 2013, Chanyeol juntou-se ao elenco do reality show Law of the Jungle da SBS durante as filmagens em Micronésia. Ele também compôs e gravou uma trilha sonora titulada "Last Hunter" para o programa.
Em 2014, Chanyeol escreveu o rap da versão coreana da faixa Run do segundo extended play do EXO, Overdose, e participou dos EPs de estreia de seus companheiros de empresa Henry e Zhou Mi.  Em maio de 2014, ele se tornou um membro do elenco regular da primeira temporada do reality show da SBS Roommate. Ele saiu do programa em setembro do mesmo ano devido conflitos de agenda.

### 2015–presente: Atuações e composições
Em abril de 2015, Chanyeol fez sua estreia no cinema com o filme sul-coreano Salut d'Amour ao lado da atriz Moon Ga-young, que mais tarde co-estrelou com ele no webdrama EXO Next Door. Em junho de 2015, ele co-escreveu a versão coreana da faixa "Promise" da reedição do sucesso de vendas EXODUS, titulado Love Me Right, junto de seus companheiros de grupo Chen e Lay. Mais tarde, ele escreveu o rap para "Lightsaber", single promocional do EXO para Star Wars: O Despertar da Força, que foi posteriormente incluído no extended play Sing for You do grupo.
Em abril de 2016, Chanyeol escreveu e performou o rap para a canção "Confession" do EP de estreia do Yesung, Here I Am. No terceiro álbum de estúdio do EXO, EX'ACT, lançado em maio de 2016, ele co-escreveu a letra para a faixa "Heaven". Em junho de 2016, Chanyeol estrelou junto das atrizes Yuan Shanshan e Seohyun no o filme sul-coreano-chinês So I Married an Anti-fan. Ele e Yuan Shanshan também gravaram um dueto intitulado "I Hate You" como trilha sonora para o filme. Em outubro de 2016, Chanyeol e a cantora Tinashe participaram da canção "Freal Luv" dos artistas Far East Movement e Marshmello. A canção, que ele ajudou a escrever e produzir, foi lançada em 14 de outubro. Em dezembro de 2016, colaborou com a cantora Punch na canção "Stay With Me", parte da trilha sonora para o drama Goblin.
Em janeiro de 2017, Chanyeol participou do drama Missing 9. Em 22 de fevereiro, lançou um dueto titulado "Let Me Love You" com Junggigo. Para o quarto álbum de estúdio do EXO, The War, lançado em julho de 2017, Chanyeol participou da criação da letra da faixa título na versão coreana, "Ko Ko Bop", junto a seus companheiros de grupo Baekhyun e Chen, e também da música "Chill", onde além de escrever dirigiu pessoalmente a gravação da parte do rap. 

## Vida pessoal
Ele é atualmente um estudante com especialização em Cultura e Gestão da Arte na Kyung Hee do Cyber University, junto dos membros do EXO Suho, Baekhyun e Kai.

## Discografia
| Título                                                                                   | Ano                    | Melhores posições nas paradas | Melhores posições nas paradas | Melhores posições nas paradas | Vendas (DL)            | Álbum                                  |
| Título                                                                                   | Ano                    | KOR                           | CHN                           | US World                      | Vendas (DL)            | Álbum                                  |
| Como artista principal                                                                   | Como artista principal | Como artista principal        | Como artista principal        | Como artista principal        | Como artista principal | Como artista principal                 |
| ---------------------------------------------------------------------------------------- | ---------------------- | ----------------------------- | ----------------------------- | ----------------------------- | ---------------------- | -------------------------------------- |
| "Delight"                                                                                | 2014                   | 100                           | —                             | —                             | - KOR: 12.096+         | Exology Chapter 1: The Lost Planet     |
| Colaborações                                                                             |                        |                               |                               |                               |                        |                                        |
| "If We Love Again" (com Chen)                                                            | 2016                   | 38                            | —                             | —                             | - KOR: 47.208          | Two Yoo Project Sugar Man Part 32      |
| "Let Me Love You" (com Junggigo)                                                         | 2017                   | 16                            | —                             | —                             | - KOR: 117.194+        | Lançamento sem álbum                   |
| "We Young" (com Sehun)                                                                   | 2018                   | 72                            | —                             | —                             | —                      | Lançamento sem álbum                   |
| "봄 여름 가을 겨울 (SSFW)"                                                               | 2019                   | Por anunciar                  | Por anunciar                  | Por anunciar                  | Por anunciar           | Lançamento sem álbum                   |
| Como artista convidado                                                                   |                        |                               |                               |                               |                        |                                        |
| "Bad Girl" (Henry Lau feat. Chanyeol)                                                    | 2014                   | 75                            | —                             | —                             | - KOR: 27.192          | Fantastic                              |
| "Rewind" (Zhou Mi feat. Chanyeol)                                                        | 2014                   | —                             | —                             | 5                             | —                      | Rewind                                 |
| "Don't Make Money" (Heize feat. Chanyeol)                                                | 2015                   | 43                            | —                             | —                             | - KOR: 60.192          | Unpretty Rapstar 2 Semi-final Part 1   |
| "Confession" (Yesung feat. Chanyeol)                                                     | 2016                   | —                             | —                             | —                             | - KOR: 21.890          | Here I Am                              |
| "Freal Luv" (Far East Movement e Marshmello feat. Chanyeol e Tinashe)                    | 2016                   | —                             | —                             | —                             | - KOR: 22.665+         | Identity                               |
| Trilhas sonoras                                                                          |                        |                               |                               |                               |                        |                                        |
| "Last Hunter"                                                                            | 2016                   | —                             | —                             | —                             | —                      | Law of the Jungle OST                  |
| "I Hate You" (com Yuan Shanshan)                                                         | 2016                   | —                             | 11                            | —                             | —                      | So I Married an Anti-fan OST           |
| "Stay With Me" (com Punch)                                                               | 2016                   | 3                             | 11                            | 3                             | - KOR: 1.123.896+      | Guardian: The Lonely and Great God OST |
| "—" indica lançamentos que não figuraram nas paradas ou não foram lançados nessa região. |                        |                               |                               |                               |                        |                                        |

### Composições
| Canção                         | Ano  | Álbum                                | Artista(s)                                              | Letra     | Letra                                                                     | Música    | Música                                                                    |
| Canção                         | Ano  | Álbum                                | Artista(s)                                              | Creditado | Com                                                                       | Creditado | Com                                                                       |
| ------------------------------ | ---- | ------------------------------------ | ------------------------------------------------------- | --------- | ------------------------------------------------------------------------- | --------- | ------------------------------------------------------------------------- |
| "Run"                          | 2014 | Overdose                             | EXO-K                                                   | Rap       | —                                                                         | Não       | —                                                                         |
| "Last Hunter"                  | 2015 | Law of the Jungle OST                | Chanyeol                                                | Sim       | —                                                                         | Sim       | —                                                                         |
| "Who I Am"                     | 2015 | Lançamento sem álbum                 | Chanyeol                                                | Sim       | —                                                                         | Sim       | —                                                                         |
| "Young Street"                 | 2015 | Lançamento sem álbum                 | Chanyeol                                                | Sim       | —                                                                         | Sim       | —                                                                         |
| "돈 벌지마 (Don't Make Money)" | 2015 | Unpretty Rapstar 2 SEMI FINAL, Pt. 1 | Heize ft. Chanyeol                                      | Rap       | —                                                                         | Não       | —                                                                         |
| "약속 (EXO 2014) (Promise)"    | 2015 | Love Me Right                        | EXO                                                     | Sim       | Kim Jong-dae Zhang Yixing                                                 | Não       | —                                                                         |
| "Lightsaber"                   | 2015 | Sing for You                         | EXO                                                     | Rap       | MQ Jung Ju-hee                                                            | Não       | —                                                                         |
| "You Are"                      | 2016 | Lançamento sem álbum                 | Chanyeol                                                | Sim       | —                                                                         | Sim       | —                                                                         |
| "Confession"                   | 2016 | Here I Am                            | Yesung                                                  | Rap       | —                                                                         | Não       | —                                                                         |
| "Heaven" (versão coreana)      | 2016 | EX'ACT                               | EXO                                                     | Sim       | Min Yeon-jae                                                              | Não       | —                                                                         |
| "Heaven" (versão mandarim)     | 2016 | EX'ACT                               | EXO                                                     | Sim       | Min Yeon-jae Wang Jung-un                                                 | Não       | —                                                                         |
| "Freal Luv"                    | 2016 | Identity                             | Far East Movement e Marshmello feat. Chanyeol & Tinashe | Sim       | C. Comstock J. Roh Kevin Nishimura Tinashe Virman Coquia Whitney Phillips | Sim       | C. Comstock J. Roh Kevin Nishimura Tinashe Virman Coquia Whitney Phillips |
| "Ko Ko Bop" (versão coreana)   | 2017 | The War                              | EXO                                                     | Sim       | Kim Jong-dae Byun Baek-hyun JQ Hyun Ji-won                                | Não       | —                                                                         |
| "소름 (Chill)"                 | 2017 | The War                              | EXO                                                     | Sim       | Seo Ji-eum                                                                | Não       | —                                                                         |
| "Gravity"                      | 2018 | Don't Mess Up My Tempo               | EXO                                                     | Sim       | Kim Min-jung                                                              | Não       | —                                                                         |
| "With You"                     | 2018 | Don't Mess Up My Tempo               | EXO                                                     | Sim       | Kim Min-ji                                                                | Não       | —                                                                         |

## Filmografia

### Filmes
| Ano  | Título                  | Papel    | Notas            |
| ---- | ----------------------- | -------- | ---------------- |
| 2015 | Salut d'Amour           | Min-sung | Papel secundário |
| 2016 | So I Married An Antifan | Hoo Joon | Papel principal  |

### Programas de televisão
| Ano  | Título            | Emissora | Papel             | Notas             |
| ---- | ----------------- | -------- | ----------------- | ----------------- |
| 2014 | Law of the Jungle | SBS      | Elenco recorrente | Episódios 90–94   |
| 2014 | Roommate          | SBS      | Elenco principal  | 1.ª temporada     |
| 2015 | Law of the Jungle | SBS      | Elenco recorrente | Episódios 175–177 |

### Dramas
| Ano  | Título               | Emissora      | Papel                      | Notas              |
| ---- | -------------------- | ------------- | -------------------------- | ------------------ |
| 2008 | High Kick!           | KBS2          | Estudante do ensino médio  | Cameo; episodio 71 |
| 2012 | To The Beautiful You | SBS           | Ele mesmo                  | Cameo; episódio 2  |
| 2013 | Royal Villa          | jTBC          | Ele mesmo                  | Cameo; episódio 2  |
| 2015 | EXO Next Door        | Naver TV Cast | Papel fictício de si mesmo | Papel principal    |
| 2017 | Missing 9            | MBC           | Lee Yeol                   | Papel secundário   |

## Videografia
| Como artista principal                      | Como artista principal | Como artista principal         | Como artista principal                           | Como artista principal |
| Canção                                      | Ano                    | Outro(s) artista(s)            | Notas                                            |                        |
| ------------------------------------------- | ---------------------- | ------------------------------ | ------------------------------------------------ | ---------------------- |
| "I Hate You"                                | 2016                   | Yuan Shanshan                  | Para a trilha sonora de So I Married An Antifan. |                        |
| "Freal Luv"                                 | 2016                   | Far East Movement e Marshmello |                                                  |                        |
| "Stay With Me"                              | 2016                   | Punch                          | Para a trilha sonora de Goblin.                  |                        |
| Aparições                                   |                        |                                |                                                  |                        |
| "HaHaHa Song"                               | 2008                   | TVXQ!                          |                                                  |                        |
| "Tell Me Your Wish (Genie)"                 | 2012                   | Girls' Generation              | Versão japonesa                                  |                        |
| "Twinkle"                                   | 2012                   | Girls' Generation-TTS          |                                                  |                        |
| "1-4-3 (I Love You)"                        | 2013                   | Henry Lau                      | Versão acústica                                  |                        |
| "촌스럽게 왜 이래" (You Don't Know Love)    | 2013                   | K.Will                         |                                                  |                        |
| "빛" (Hope)                                 | 2014                   | H.O.T.                         | Remake feito para EXO 90:2014.                   |                        |
| "촉이 와" (Can You Feel It?)                | 2015                   | Super Junior-D&E               |                                                  |                        |
| "12시 25분 (Wish List)" (12:25 (Wish List)) | 2015                   | f(x)                           |                                                  |                        |

## Prêmios e indicações
| Ano  | Prêmio                       | Categoria                              | Trabalho indicado | Resultado |
| ---- | ---------------------------- | -------------------------------------- | ----------------- | --------- |
| 2015 | 51º Baeksang Arts Awards     | Most Popular Actor (Film)              | Salut d'Amour     | Indicado  |
| 2015 | 8º Korea Drama Awards        | Best New Actor                         | EXO Next Door     | Venceu    |
| 2015 | 8º Korea Drama Awards        | Hallyu Star Award                      | EXO Next Door     | Venceu    |
| 2016 | 16º Top Chinese Music Awards | Most Popular Foreign Idol              | Ele mesmo         | Venceu    |
| 2017 | 5º YinYueTai VChart Awards   | Best Collaboration (com Yuan Shanshan) | "I Hate You"      | Venceu    |
| 2017 | 5º YinYueTai VChart Awards   | Most Popular Artist (Coreia do Sul)    | Ele mesmo         | Venceu    |
| 2017 | Asia Model Festival Awards   | Asia OST Popularity (com Punch)        | "'Stay With Me"   | Venceu    |